# Oxid sirnatý
Oxid sirnatý (SO) je jedním z oxidů síry. Je to za normální teploty plyn, stabilní jen v nízkých koncentracích. Jeho dimerní forma S2O2 je poněkud stabilnější. Byl nalezen i ve vesmíru.

## Struktura
Molekula SO je v základním stavu v tripletové konfiguraci, tzn. podobně jako O2, má dva nepárové elektrony. Vazebná délka S-O je 148,1 pm, což je podobné jako u nižších oxidů síry (S8O, S-O = 148 pm), ale je delší než u oxidu siřičitého a sírového.
Interakcí s infračerveným zářením se může molekula dostat do singletového stavu (bez nepárových elektronů), který je pravděpodobně reaktivnější. Podobně jako je reaktivnější singletový kyslík než tripletový.

## Příprava a reakce
Molekula SO je termodynamicky nestabilní, reverzibilně přechází na dimer S2O2. Při syntézách se proto její přítomnost zjišťuje pomocí chemických pastí nebo detekcí S2O2 a produktů jeho rozkladu (síra a oxid siřičitý).
Příprava SO pro organickou syntézu je možná rozkladem sloučenin obsahujících skupinu SO, např. ethylen episulfoxidu:
C2H4SO → C2H4 + SO
Výtěžky přímo z episulfoxidu jsou špatné a zlepšují se jen mírně, pokud jsou uhlíky stericky odstíněny. Mnohem výhodnější je rozklad trisulfid-2-oxidu naftalenu C10H6S3O, který se vyrábí z thionylchloridu a dithiolu.
SO se aduje na násobné vazby u alkenů, alkynů a dienů za vzniku ethylensulfidů, molekul s tříčlennými kruhy obsahujícími síru.